# Lakewood
Lakewood — метеорит-хондрит масою 46500 грам.